# Villaseco del Pan
Villaseco del Pan è un comune spagnolo di 294 abitanti situato nella comunità autonoma di Castiglia e León.